# 圣基拉伊
圣基拉伊（匈牙利語：Szentkirály）是匈牙利南部巴奇-基什孔州所辖的一个村，总面积101.83平方公里，总人口1987，人口密度20人/平方公里（2002年）。地理坐标为46° 55′ 4″ N19° 55′ 8″ E。